# José Tati
José Tati, född 30 augusti 2007, är en kapverdisk simmare.

## Karriär
Tati tävlade för Kap Verde vid olympiska sommarspelen 2024 i Paris, där han blev utslagen i försöksheatet på 50 meter frisim och slutade på totalt 59:e plats. Tati blev Kap Verdes yngsta olympiska deltagare genom tiderna som 16-åring.